# Viola Keats
Viola Keats (* 27. März 1911 in Doune, Perthshire, Schottland; † 5. Juni 1998 in Brighton, East Sussex, England) war eine britische Schauspielerin.

## Leben
Keats besuchte die von den Schwestern Unserer Lieben Frau von Sion geführte Schule in Worthing und erhielt 1930 ein Engagement im Repertoiresystem in Liverpool. Nach zwei Jahren Theater in Liverpool zog sie nach London, wo sie an der Royal Academy of Dramatic Art studierte. 1933 hatte sie am Apollo Theatre ihr Debüt am Londoner West End, im darauf folgenden Jahr folgte ihr Broadwaydebüt.
Keats erste Spielfilmrollen resultierten aus dem Cinematograph Films Act of 1927, der britische Kinos verpflichtete, mindestens 7,5 % britische Filme aufzuführen. Alleine 1933 agierte Keats in sechs zur Erfüllung der Quote gedrehten B-Movies; bis 1936 wurden es insgesamt elf. In der Folge wandte sie sich vom britischen Filmgeschäft ab und konzentrierte sich auf ihre Theaterkarriere. Die 1940er Jahre verbrachte sie zum Großteil in den Vereinigten Staaten, wo sie in mehreren Broadwayaufführungen auftrat und auch erstmals für das Fernsehen arbeitete. 1950 nahm sie an einer Theatertournee einer Produktion von Tennessee Williams Endstation Sehnsucht durch Australien teil, danach kehrte sie auf die Bühnen des Londoner West Ends zurück.
Nachdem sie ab 1954 erstmals im britischen Fernsehen aufgetreten war, nahm sie ihre 1957 Filmkarriere wieder auf und war unter anderem in der Tennessee-Williams-Literaturverfilmung Der römische Frühling der Mrs. Stone und 1966 in ihrer letzten Filmrolle im Hammer-Horrorfilm Der Teufel tanzt um Mitternacht zu sehen. Bis Mitte der 1970er Jahre nahm sie neben ihren Theaterauftritten noch vereinzelte Fernsehengagements wahr.
Keats war zweifach verwitwet und lebte nach dem Ende ihre Karriere zurückgezogen in Brighton, wo sie im Alter von 87 Jahren starb.

## Filmografie (Auswahl)
- 1933: Enemy of the Police
- 1934: Too Many Millions
- 1935: Her Last Affaire
- 1936: A Woman Alone
- 1960: Escort for Hire
- 1961: Das Schlitzohr (On the Fiddle)
- 1961: Der römische Frühling der Mrs. Stone (The Roman Spring of Mrs. Stone)
- 1963: Tamahine
- 1964: Witchcraft
- 1966: Der Teufel tanzt um Mitternacht (The Witches)

## Broadway
- 1934–1935: The Distaff Side
- 1938: Once is Enough
- 1941–1942: Macbeth
- 1943: Murder Without Crime
- 1948: The Linden Tree
- 1948–1949: Anne of the Thousand Days